# Staurogyne subrosulata
Staurogyne subrosulata är en akantusväxtart som beskrevs av E. Hossain. Staurogyne subrosulata ingår i släktet Staurogyne och familjen akantusväxter. Inga underarter finns listade i Catalogue of Life.